# 壹河柳乃助
壹河柳乃助（壱河 柳乃助，11月14日 - ）是日本的漫畫家，插畫家。血型是A型。
16歲初次投稿作品《天使錄用考試進行中！》獲得新GI GANGAN杯佳作獎，17歲《BORN AGAIN》獲得第6回新世紀漫畫大賞大獎，成為非凡的新秀。然後作品數次登陸《月刊少年GANGAN》和《GANGAN POWERED》。

## 外部連結
- r;1 （页面存档备份，存于） - 本人のサイト
- 壹河柳乃助的X（前Twitter）
- 【Ra-Sen】